# 1998 en Suisse
Chronologie de la Suisse
- 1994
- 1995
- 1996
- 1997
- 1998
- 1999
- 2000
- 2001
- 2002

## Gouvernement au 1erjanvier 1998
- Conseil fédéral[1]:
  - Flavio Cotti, (PDC/TI), président de la Confédération
  - Ruth Dreifuss, (PS/GE), vice-présidente de la Confédération
  - Moritz Leuenberger, (PS/ZH)
  - Kaspar Villiger, (PRD/LU)
  - Pascal Couchepin, (PRD/VS)
  - Arnold Koller, (PDC/AI)
  - Adolf Ogi, (UDC/BE)

## Évènements

### Janvier
Jeudi 1er janvier 
- Telecom PTT devient Swisscom à la suite de la libéralisation du marché des télécommunications.

 Mercredi 7 janvier 
- Une exposition itinérante, consacrée au 150e anniversaire de l'État fédéral de 1848 et retraçant un siècle et demi de démocratie en Suisse, est inaugurée à Delémont. Elle se déplacera dans 40 localités jusqu'à fin novembre.

 Mercredi 14 janvier 
- Atteint dans sa santé, le conseiller fédéral Jean-Pascal Delamuraz (PRD, VD) annonce sa démission.

 Mercredi 28 janvier 
- Arrivée du président Fernando Henrique Cardoso, premier chef d'État brésilien à se rendre en visite officielle en Suisse.

### Février
Vendredi 6 février 
- La Tribune de Genève limoge Guy Mettan, son rédacteur en chef.

 Jeudi 12 février 
- Aux Jeux olympiques de Nagano, le Grison Gian Simmen remporte le titre de champion olympique dans l’épreuve de half-pipe (snowboard).

 Dimanche 15 février 
- Aux Jeux olympiques de Nagano, l’équipe du Lausanne-Olympique (Patrick Hürlimann, Patrick Loertscher, Daniel Müller et Diego Perren) remporte le titre de champion olympique de curling.

 Lundi 16 février 
- Décès à Agno (TI), à l’âge de 77 ans du chanteur, animateur et comédien Vico Torriani.

 Mardi 17 février 
- Décès de l’écrivain et voyageur genevois Nicolas Bouvier.
- Décès à Küsnacht (ZH), à l’âge de 83 ans, de la psychologue Marie-Louise von Franz.

 Vendredi 27 février 
- Le Nouveau Quotidien paraît pour la dernière fois.
- Décès à Genève, à l’âge de 96 ans, de l’écrivaine Alice Rivaz.

 Samedi 28 février 
- Le Journal de Genève paraît pour la dernière fois.

### Mars
Dimanche 1er mars 
- Élections cantonales vaudoises. Trois candidats sont élus au terme du 1er tour de scrutin : Charles Favre (PRD), Claude Ruey (PLS) et Jacqueline Maurer-Mayor (PRD).

 Vendredi 6 mars 
- Décès à Pully (VD), à l’âge de 92 ans, du photographe Pierre Izard.

 Mercredi 11 mars 
- Pascal Couchepin (PRD, VS) est élu au Conseil fédéral.

 Jeudi 12 mars 
- Jean-Noël Rey quitte la direction générale de la Poste.

 Dimanche 15 mars 
- Élections cantonales vaudoises. À l'issue du deuxième tour de scrutin, le Gouvernement cantonal est complété par Charles-Louis Rochat (PLS), Jean-Claude Mermoud (UDC), Philippe Biéler (Verts) et Francine Jeanprêtre (PSS).
- Élections cantonales à Glaris. Les sept sièges du Gouvernement seront occupés par Marianne Dürst (PRD), Robert Marti (UDC), Jakob Kamm (PSS), Willy Kamm (PRD), Rudolf Gisler (PDC), Pankraz Freitag (PRD) et Christoph Stüssi (UDC).
- Élections cantonales à Nidwald. Les sept sièges du Gouvernement seront occupés Paul Niederberger (PDC), Meinrad Hofmann (PDC), Ferdinand Keiser (PDC), Viktor Furrer (PDC), Werner Keller (PRD), Beat Fuchs (PRD) et Leo Odermatt (Nidwald démocratique).
- Élections cantonales dans les Grisons. Une seule candidate est élue au terme du 1er tour. Il s’agit de Eveline Widmer-Schlumpf (UDC), fille de l’ancien conseiller fédéral Leon Schlumpf.

 Mercredi 18 mars 
- Premier numéro du quotidien Le Temps, issu de la fusion entre Le Nouveau Quotidien et le Journal de Genève.

 Vendredi 27 mars 
- Inauguration de la ligne de tram 16, à Genève, qui relie la douane de Moillesulaz à la gare de Genève-Cornavin,

 Lundi 30 mars 
- Swissair prend la tête d'une nouvelle alliance, le Qualiflyer Group, qui englobe les compagnies Austrian Airlines, Sabena, AOM, TAP et Turkish Airlines.

### Avril
Lundi 1er avril 
- Mise en circulation du nouveau billet de 1000 francs, orné du portrait de Jacob Burckhardt.

 Dimanche 5 avril 
- Élections cantonales dans les Grisons. Les quatre élus au Gouvernement à l’issue du deuxième tour sont Claudio Lardi (PSS), Klaus Huber (UDC), Stefan Engler (PDC) et Peter Aliesch (PRD).

 Mardi 7 avril 
- Un avion F/A-18 s'écrase près de Crans-Montana. Les deux pilotes perdent la vie dans l’accident.

 Samedi 11 avril 
- Pour la première fois de son histoire, le HC Zoug devient champion de Suisse de hockey-sur-glace.

 Dimanche 19 avril 
- Élections cantonales à Berne. Le nouveau gouvernement est formé d'Elisabeth Zölch (UDC), Mario Annoni (PRD), Hans Lauri (UDC), Dori Schaer-Born (PSS), Samuel Bhend (PSS), Dora Andres (PRD) et Werner Luginbühl (UDC).

 Lundi 20 avril 
- La Commission de la concurrence (COMCO) octroie des concessions de téléphonie mobile aux opérateurs DiAx et Orange qui concurrenceront avec Swisscom.

### Mai
Dimanche 3 mai 
- Élections cantonales à Appenzell Rhodes-Extérieures. Cinq membres du gouvernement sont élus au premier tour : Werner Niederer (PSS), Alice Scherrer (PRD), Marianne Kleiner (PRD), Gebi Bischof (sans parti) et Hans Altherr (PRD). C’est la première fois que le gouvernement est élu par les urnes. Jusqu’ici, les conseillers d'État étaient désignés par la Landsgemeinde.

 Lundi 4 mai 
- Drame à la Garde suisse du Vatican. Un jeune caporal tue son nouveau commandant, Aloïs Estermann, et l’épouse de ce dernier, puis retourne son arme contre lui-même.
- Décès à Versoix (GE), à l’âge de 86 ans, du professeur Jacques Freymond, ancien président du Centre européen de la culture à Genève.

 Dimanche 10 mai 
- Parution du premier numéro d'Info Dimanche, nouvel hebdomadaire dominical, principalement diffusé dans la région genevoise.

 Samedi 16 mai 
- 5 000 personnes manifestent contre l'OMC à Genève.

 Dimanche 17 mai 
- Élections cantonales à Appenzell Rhodes-Extérieures. Les deux derniers sièges du Gouvernement cantonal sont attribués à Jakob Brunnschweiler (PRD) et Hans Diem (UDC).

 Mercredi 20 mai 
- En visite en Suisse pour une semaine, Fidel Castro est reçu à Berne par une délégation du Conseil fédéral.

 Samedi 23 mai 
- Les Grasshoppers s’adjugent, pour la vingt-cinquième fois de leur histoire, le titre de champion de Suisse de football.

### Juin
Dimanche 7 juin 
- Votations fédérales. Le peuple approuve, par 1 280 329 oui (70,7 %) contre 530 486 non (29,3 %), l’arrêté fédéral instituant des mesures visant à équilibrer le budget.
- Votations fédérales. Le peuple rejette, par 1 252 302 non (66,7 %) contre 624 964 oui (33,3 %), l'initiative populaire « pour la protection de la vie et de l'environnement contre les manipulations génétiques ».
- Votations fédérales. Le peuple rejette, par 1 383 055 non (75,4 %) contre 451 089 oui (24,6 %), l'initiative populaire « S.o.S.- pour une Suisse sans police fouineuse ».
- Votation populaire du canton de Vaud. Le peuple approuve la révision totale de la Constitution par l'Assemblée constituante vaudoise.

 Mercredi 10 juin 
- Vernissage de l’exposition Paul Gauguin à la Fondation Pierre Gianadda à Martigny.

 Vendredi 12 juin 
- Inauguration du plus grand labyrinthe vert du monde a été inauguré vendredi à Evionnaz.

 Jeudi 18 juin 
- Inauguration de la première antenne du Musée national en Suisse romande au château de Prangins.

 Samedi 20 juin 
- Décès de l’ancien conseiller fédéral Ernst Brugger.

 Jeudi 25 juin 
- L’Italien Stefano Garzelli remporte le Tour de Suisse cycliste

### Juillet
Mercredi 1er juillet 
- L'UBS vend la Banca della Svizzera italiana (BSI) à l'assureur italien Generali.

 Jeudi 9 juillet 
- Le groupe américain Coca Cola rachète Valser, numéro un des eaux minérales suisses.

 Samedi 25 juillet 
- Décès à La Tour-de-Peilz de l'industriel vaudois Paul Rinsoz.

 Dimanche 26 juillet 
- Décès à Saint-Ambroix (Gard), à l’âge de 77 ans, du cinéaste Henry Brandt.

### Août
Samedi 15 août 
- Décès à Unterägeri (ZG), à l’âge de 89 ans, de la pédiatre Marie Meierhofer.

 Mardi 18 août 
- Ouverture officielle de la nouvelle salle de concert du centre de culture et des congrès de Jean Nouvel à Lucerne.

 Samedi 29 août 
- Une pollution de l'eau potable provoque une épidémie de gastro-entérite à La Neuveville.

### Septembre
Mercredi 2 septembre 
- Un avion de ligne MD-11 de Swissair, effectuant la liaison New York-Genève, s’écrase au large d’Halifax, au Canada. On dénombre 229 victimes.

 Samedi 12 septembre 
- Célébration officielle, à Berne, du 150e anniversaire de l'État fédéral.

 Dimanche 27 septembre 
- Votations fédérales. Le peuple approuve, par 1 355 735 oui (57,2 %) contre 1 014 370 non (42,8 %), la loi fédérale relative à une redevance sur le trafic des poids lourds.
- Votations fédérales. Le peuple rejette, par 1 793 591 non (77,0 %) contre 535 873 oui (23,0 %), l'initiative populaire « pour des produits alimentaires bon marché et des exploitations agricoles écologiques ».
- Votations fédérales. Le peuple rejette, par 1 374 139 non (58,5 %) contre 973 966 oui (41,5 %), l'initiative populaire « pour la 10e révision de l'AVS sans relèvement de l'âge de la retraite ».

### Octobre
Jeudi 1er octobre 
- Mise en circulation du nouveau billet de 100 francs, orné du portrait de Alberto Giacometti.

 Dimanche 4 octobre 
- Décès, à Lausanne, du conseiller fédéral Jean-Pascal Delamuraz.

 Jeudi 22 octobre 
- Le Conseil fédéral se prononce pour l'arrêt des centrales nucléaires dans un délai encore à fixer.

 Dimanche 25 octobre 
- Élections cantonales à Zoug. Le nouveau gouvernement se compose des sept conseillers d'État suivants : Robert Bisig (PDC), Walter Suter (PDC), Ruth Schwerzmann (PRD), Peter Bossard (PRD), Hanspeter Uster (Alliance rose-verte), Monika Hutter-Häfliger (PSS) et Jean-Paul  Flachsmann (UDC).

 Mercredi 28 octobre 
- Visite d'État en Suisse du président français Jacques Chirac.

### Novembre
Dimanche 1er novembre 
- Élections cantonales dans le Jura. Les cinq ministres sortants sont réélus : Jean-François Roth (PDC), Claude Hêche (PSS), Gérald Schaller (PDC), Anita Rion (PRD) et Pierre Kohler (PDC).

 Jeudi 5 novembre 
- Une explosion provoque la mort de 5 personnes dans un immeuble abritant une station service à Berne.

 Vendredi 13 novembre 
- Inauguration du premier tronçon de la Transjurane (A16) dans le canton du Jura, entre Porrentruy et Delémont, d’une longueur de 23,3 kilomètres.

 Mardi 17 novembre 
- Toni Holding et Säntis Holding annoncent leur fusion pour créer Swiss Dairy Food, nouveau géant du lait et du fromage.

 Dimanche 29 novembre 
- Votations fédérales. Le peuple approuve, par 1 104 294 oui (63,5 %) contre 634 714 non (36,5 %), l’arrêté fédéral relatif à la réalisation et au financement des projets d'infrastructure des transports publics.
- Votations fédérales. Le peuple approuve, par 1 318 585 oui (79,4 %) contre 341 473 non (20,6 %), l’arrêté fédéral sur un nouvel article céréalier de durée limitée.
- Votations fédérales. Le peuple rejette, par 1 290 070 non (74,0 %) contre 453 451 oui (26,0 %), l'initiative populaire « pour une politique raisonnable en matière de drogue ».
- Votations fédérales. Le peuple approuve, par 1 072 978 oui (64,4 %) contre 620 011 non (36,6 %), le projet de loi fédérale sur le travail dans l'industrie, l'artisanat et le commerce.
- Élection complémentaire au Gouvernement argovien. Le nouvel élu est Kurt Wernli, candidat sauvage.

### Décembre
Vendredi 4 décembre 
- Inauguration à Bulle du complexe polyvalent d'Espace Gruyère, destiné à accueillir des foires commerciales et agricoles.
- Pipilotti Rist quitte la direction artistique de l'Expo.01 avec effet immédiat.

 Dimanche 6 décembre 
- Décès à Paris, à l'âge de 84 ans, de l’écrivain Georges Borgeaud.

 Jeudi 10 décembre 
- Les ministres européens signent les Accords bilatéraux entre la Suisse et la Communauté européenne.

## Naissance en 1998
- Kacey Mottet Klein, acteur.
- Gjon Muharremaj dit Gjon's Tears, chanteur.